# Byllis
Byllis (grško Βύλλις; albansko Bylis; latinsko Byllis) ali Bullis ali Boullis (Βουλλίς) je bilo starodavno mesto in glavno naselje ilirskega plemena Biljoncev, ki je bilo v čezmejnem območju med južno Ilirijo in Epirom. Ostanki Byllisa so severovzhodno od Vlore, 25 kilometrov od morja v Hekalu v okrožju Fier, Albanija. Byllis je 7. aprila 2003 razglasila vlada Albanije za arheološki park.
Štefan Bizantinec omenja mesto z imenom Byllis kot obmorsko mesto v Iliriji in legendo o njegovi ustanovitvi, po kateri so mesto zgradili Mirmidonci pod Neoptolemom, ko so se vrnili iz trojanske vojne proti domovini. To legendarno izročilo odraža tudi numizmatika.
Masivni zidovi Byllisa so bili zgrajeni pred koncem 4. stoletja pred našim štetjem in literarni viri poročajo o njih kot o ilirski in ne epirski ali makedonski ustanovi. Kasneje je Byllis pridobil značilnosti helenističnega mesta in ker so bila najjužnejša ilirska plemena, vključno z Biljoni, nagnjena k dvojezičnosti, je bilo tudi grško govoreče mesto. Byllis je v zgodnjem 2. stoletju pred našim štetjem prejel svete starogrške odposlance, znane kot theoroi, do katerih so bila upravičena le mesta, ki so veljala za grška. Časovno trajanje, ki je minilo, preden so bila ilirska mesta dokumentirana na seznamu theorojev, pojasnjuje, da je akulturacija v južni Iliriji res potekala, vendar kaže, da je bil proces postopen.
Med rimsko-ilirsko vojno leta 169/168 pr. n. št. so Biljonci sodelovali na rimski strani proti ilirskemu kralju Genciju. Vendar pa je poznejše zavezništvo Byllisa z Molosi in Makedonci povzročilo, da so ga Rimljani izpustili in uničili. Po dolgem propadanju je mesto leta 30 pred našim štetjem postalo rimska kolonija. V rimskih časih se je Byllis ponovno dvignil in v pozni antiki postal tudi škofija.

## Ime

### Potrditev
Toponim je izpričan kot Βύλλις, η na epigrafskem gradivu iz 3.-2. stoletja pred našim štetjem in kot Βουλλίς Boullis Ptolemaj v svoji Geografiji. Mestna etnika je izpričana kot Βυλλίων Byllion na napisu orakularne svinčene tablice iz Dodone iz 4. stoletja pred našim štetjem  in na kovancih helenistične dobe iz 3.-2. stoletja pred našim štetjem oz. Βουλινός Boulinos avtorja Pseudo-Scymnus. Mesto je izpričano kot polis izključno v delu Štefana Bizantinca iz 6. stoletja našega štetja, ki ga omenja kot πόλις 'Ιλλυρίδος polis Illyridos in njegov etnikon kot Βυλλιδεύus, Bullideus’’.

### Uporaba
Domnevajo, da je imelo mesto svoj etnik Βυλλιδεύς s kovanci, ki so nosili legendo ΒΥΛΛΙΣ, kovan ločeno od kovanca plemena Biljones, ki je nosila legendo ΒΥΛΛΙΟΝΩΩ. Vendar se obe imeni pojavljata na kovancih, ki jih je izdal koinon Billjnov. Zdi se, da nedavna analiza epigrafike in numizmatike območja kaže na izmenično rabo imen: etnos s svojim ozemljem na eni strani in »plemenski« polis, ki je bil prestolnica etnosa, na drugi strani, ki je notranje organiziran s politično oblastjo, ki jo predstavljajo organi odločanja koinona Biljonov, hkrati pa predstavljajo urbano referenčno središče skupnosti.

## Zgodovina

### Klasično obdobje
Byllis je bil ustanovljen na ozemlju Ilirske skupnosti Biljonov okoli leta 350 pr. n. št., na že obstoječem protourbanem območju iz prejšnjega stoletja. Sprva je bil to eden od več utrjenih ilirskih vrhov, ki so nadzorovali visoke hribe regije Mallakastra. Območje je bilo na robu vplivnega območja Apolonije in Epidamnosa, pa tudi Epira. Nastanek ilirskega mesta v 4. stoletju na severnem robu doline reke Vjosa (Aoos) je verjetno povezan s prisotnostjo rudnikov bitumna v bližini Selenice, ki so bili na nasprotnem robu doline. Po izročilu, ki ga je ohranil grški lirični pesnik Pindar, naj bi Byllis ustanovili Mirmidonci, ki so se vrnili iz trojanske vojne, ki jih je domov vodil Neoptolem.
Sredi 4. stoletja pred našim štetjem so bili utrdbeni zidovi zgrajeni s plastmi klesanca v tehniki opus isodomum. Stene so bile dolge 2,25 km in široke 3,5 m in so obdajale 30 hektarjev površine okoli strmega hriba. V svetišču Dodona napis iz 4. stoletja pred našim štetjem na svinčeni foliji zagotavlja najzgodnejše znano potrdilo Biljonov, ki sprašuje, kateremu božanstvu naj žrtvujejo, da bi zagotovili varnost svojega posesti.

### Helenistično bodobje
Mesto je doživelo opazen razvoj v helenističnem obdobju, saj je predstavljalo glavno naselje ilirskega koinona Byljonov, od katerih je več središč na vrhu hriba v spodnji dolini reke Aoos. Arheološki ostanki potrjujejo, da je bil Byllis v helenističnih časih kulturno in politično središče regije. Nastanek helenističnih mest, kot je Byllis, na ozemlju južne Albanije se pripisuje naslednikoma Aleksandra Velikega in Pira Epirskega.
Leta 314 je teritorialno skupnost Byllis zasedel Kasander Makedonski. Po dveh letih je bil pod oblastjo ilirskega kralja Glavkija Tavlantskega, ki je pregnal Makedonce iz regije. Kasneje sta to območje zasedla Pir Epirski in njegov sin Aleksander II. Epirski. Leta 270 pred našim štetjem je ilirski kralj Mitil vzpostavil nadzor nad zaledjem Apolonije. Kljub temu je Byllisovo življenje potekalo brez večjih sprememb.
Lokalni napisi se začnejo sredi 4. stoletja pred našim štetjem in so povezani z organizacijo, podobno polisu. So izključno v grščini, prav tako institucije, nazivi uradnikov in drugi deli organizacije naselja. Ti napisi razkrivajo tipične značilnosti severozahodnega grškega narečja. Arheološka raziskovanja še niso našla svetišča ali templja v mestu Byllis, kljub temu pa vrsta napisov kaže na prevzem starogrških kultov Zevsa, Here, Dioniza in Artemide. Med tipičnimi starogrškimi kulti, ki jih najdemo v Byllisu, so kulti Zevsa Tropaja, Here Teleje, Pozejdona, Partena.
Starodavni viri in epigrafsko gradivo dokazujejo, da je ozemlje Biljonov v bližini rudnikov bitumna vključevalo ognjeno svetišče z orakljem, v starogrškem zgodovinopisju imenovano Nimfej, ki je bilo na meji z bližnjo Apolonijo. Nimfej se pojavlja tudi kot simbol ognja, vgraviran na kovancih Byllisa, kovanih v 3.-2. stoletju pred našim štetjem. Relief, ki je bil najden v bližini Byllisa, prikazuje tudi nimfe in tkanino, ovito okoli tega ognja, prizor, ki se ponavlja le z nimfami, upodobljenimi na srebrniku Apolonija iz 1. stoletja pred našim štetjem, kar kaže na mešanico lokalnih tradicij in religij z oblikami in prakse, ki so jih prinesli grški kolonisti v Apoloniji. Pod grškim vplivom je začel kanonizirati lokalni ilirski spontani in naturalistični kult.
Korpus imen v helenističnem epigrafskem gradivu sodi predvsem v severnogrško imenoslovje (npr. Aleksander, Andriscus, Archelaus, Kebbas, Maketa, Machatas, Nikanor, Peukolaos, Phalakros, Philotas, Drimakos in Alexommas), medtem ko je nekaj imen spadalo v ilirsko imenoslovje (npr. Preuratos, Triteutas, Trasos). V drugi polovici 20. stoletja sta zgodovinarja Fanoula Papazoglu in N.G.L. Hammond trdila, da je bil Byllis starogrška fundacija na ozemlju ilirskih Biljonov; Miltiades Hatzopoulos (1997) je trdil, da je bilo najsevernejše grško mesto neklonialnih temeljev v regiji. V 21. stoletju znanstveniki menijo, da je Byllis ilirsko mesto, ki je pozneje pridobilo značilnosti helenističnega mesta in je postalo zelo organizirano po grškem vzoru.
Ker so bila najbolj južna ilirska plemena, vključno z Biljoni, nagnjena k dvojezičnosti, je bilo tudi grško govoreče mesto. Byllis je prejel starogrške svete odposlance (theoroi) iz Delfov v zgodnjem 2. stoletju pr.n. št. Samo mesta, ki so veljala za grška, so bila upravičena do prejema theorojev, kar kaže, da je bil Byllis v tem času veljal za grško mesto ali da so njegovi prebivalci postali grško govoreči. Časovno trajanje, ki je minilo, preden so bila ilirska mesta dokumentirana na seznamu teorodokoi pojasnjuje, da je akulturacija v južni Iliriji res potekala, vendar kaže, da je bil proces postopen.
V helenistični dobi (3. stoletje pr. n. št.) so bili v mestu zgrajeni stadion, gledališče, agora, dve stoi, cisterna in peristilni tempelj. V mestnem obzidju je bilo 6 vrat. Skozi dve je potekala cesta iz Apolonije, ki je prečkala Byllis v smeri ozkih sotesk reke Vjose na poti proti Makedoniji ali tistih Antigonije v smeri Epira. Leta 2011 so med rekonstrukcijo ceste v bližini arheološkega parka na najdišču našli kip helenistične dobe, ki bi lahko upodabljal ilirskega vojaka ali vojnega božanstva.
Ilirski koinon Biljones, ki je bil do neke mere heleniziran in dvojezičen, je bil koalicija enega ali dveh poleis, kot je izpričano po letu 232 pr. n. št. Liga je bila omejena na Byllis in Nikajo, in Byllis je Nikajo obravnaval kot enega od svojih demes. Nikaja je bila članica lige, kot kaže napis iz 2. stoletja pred našim štetjem.
Med rimsko-ilirsko vojno leta 169/168 pr. n. št. so Biljoni sodelovali na rimski strani proti ilirskemu kralju Genciju. Vendar pa se je pozneje Byllis združil z Molosi in Makedonci proti Rimljanom, kar je privedlo do njegovega odvzema in uničenja s strani rimske vojske.

### Rimsko in bizantinsko obdobje
Pod Rimskim cesarstvom je Byllis postal del province Epir Nova. Njegovo ime se pogosto pojavlja v času velike rimske državljanske vojne.
Po dolgem propadanju se je mesto leta 30 pred našim štetjem ponovno dvignilo kot rimska kolonija, kar potrjujejo epigrafsko gradivo in Plinij Starejši, ki ga je imenoval Colonia Bullidensis. Strabon imenuje njeno ozemlje Bylliake (Βυλλιακή). Stene Byllisa nosijo več kot štiri napise, napisane v grščini s podrobnostmi o njihovi gradnji s strani inženirja Viktorina, kot je naročil cesar Justinijan I. (483-565).
V zgodnjem krščanskem obdobju je Byllis ostal pomembno naselje v Epiru Nova, čeprav se je zmanjšalo. Odkritih je bilo veliko bazilikalnih cerkva, ki so vsebovale mozaična tla in različne rezbarije. Dve od teh bazilik sta imeli morda priložene diakonikonske komore, medtem ko je bila krstilnica ustanovljena na baziliki B. 

## Povezava s sedežem Apolonije
Eden od udeležencev koncila v Efezu leta 431 je bil Feliks, ki se je enkrat podpisal kot škof Apolonije in Byllisa, drugič kot škof Apolonije. Nekateri domnevajo, da sta obe mesti tvorili en sam škofovski sedež, drugi domnevajo, da je bil strogo gledano škof samo Apolonije, a je bil začasno zadolžen tudi za Byllis, ko je bil ta sedež izpraznjen. Na Kalcedonskem koncilu leta 451 se Evzebij preprosto prijavi kot škof Apolonije. V pismu škofov Epirja Nove bizantinskemu cesarju Leonu I. leta 458 se je Filoharis prijavil kot škof tistega, čemur rokopisi pravijo Vallidus in za katerega uredniki menijo, da bi bilo treba popraviti v Byllis. Ali naj bi Filoharisa smatrali tudi za škofa Apolonije, je odvisno od razlage Feliksovega položaja v letu 431.
Annuario Pontificio navaja Apolonijo kot naslovni sedež, s čimer priznava, da je bila nekoč rezidenčna škofija, sufragan nadškofije Dyrrachium. It grants no such recognition to Byllis.<ref> Byllis ne priznava takega priznanja. 

## Galerija
- Ostanki bazilike
- Škofijska zgradba
- Gledališče
- Ruševine
- Pogled iz ostankov

## Bibliography
- Beaudry, Nicolas, Chevalier, Pascale (2020). 'Les espaces domestiques et économiques du groupe épiscopal protobyzantin de Byllis (Albanie)', Archaeology of a World of Changes. Late Roman and Early Byzantine Architecture, Sculpture and Landscapes, Oxford, pp. 201–218.
- Beaudry, Nicolas (2010). 'Një punishte për prodhimin e verës në Bylisi', Monumentet 28, pp. 41–50.
- Beaudry, Nicolas, Chevalier, Pascale, & Muçaj, Skënder (2010). 'Le quartier épiscopal, campagne 2009, Byllis (Albanie)', Bulletin du Centre d'études médiévales d'Auxerre 14, pp. 57–60.
- Beaudry, Nicolas, et al. (2003). 'Byllis (Albanie)', Bulletin de correspondance hellénique 126.2, pp. 659–684.
- Bejko, Lorenc; Morris, Sarah; Papadopoulos, John; Schepartz, Lynne (2015). The Excavation of the Prehistoric Burial Tumulus at Lofkend, Albania. ISD LLC. ISBN 978-1938770524.
- Belli Pasqua, Roberta (2014). »Nuove ricerche per lo studio e la valorizzazione di Byllis (Albania)«.  V Salvatore Nuzzo; Gregorio Andria; Pietro Camarda (ur.). Contributi di Ricerca 1 - Research Contributions 1: 1° Workshop sullo stato dell'arte delle ricerche nel Politecnico di Bari [1st Workshop on the State of the Art and Challenges of Research Efforts at POLIBA]. Gangemi Editore spa. ISBN 978-88-492-9976-2.
- Belli Pasqua, Roberta (2017).  Lavarone, Massimo (ur.). »Ricerca archeologica e valorizzazione: riflessioni sul Parco Archeologico di Byllis (Albania)«. Quaderni Friulani di Archeologia. Società Friulana di Archeologia (XXVII): 89–97. ISSN 1122-7133.
- Bowden, William (2003). Epirus Vetus: The Archaeology of a Late Antique Province. Duckworth. ISBN 0-7156-3116-0.
- Cabanes, Pierre (1976). L'Épire: De la mort de Pyrrhos à la conquête romaine, 272-167 av. J.-C (v francoščini). Paris: Annales Littéraires de l'Université de Besancon.
- Ceka, Neritan (1992). »Santuari dell'area illirico-epirotica«.  V Stazio, Attilio; Ceccoli, Stefania (ur.). La Magna Grecia e i grandi santuari della madrepatria: atti del trentunesimo Convegno di studi sulla Magna Grecia. Atti del Convegno di studi sulla Magna Grecia (v italijanščini). Zv. 31. Istituto per la storia e l'archeologia della Magna Grecia. str. 123–126.
- Ceka, Neritan; Muçaj, Skënder (2005). Byllis, its history and monuments. Tirana.
- Ceka, Olgita (2012). »Il koinon e la città. L'esempio di Byllis«.  V G. de Marinis; G.M. FabriniG. Paci; R. Perna; M. Silvestrini (ur.). I processi formativi ed evolutividella città in area adriatica. BAR International Series. Zv. 2419. Archaeopress. str. 59–64. ISBN 978-1-4073-1018-3.
- Ceka, Neritan; Ceka, Olgita (2018). »The treatment of public space in the preroman cities of Southern Illyria and Epirus (Vth-Ist centuries B.C.)«.  V Jean-Luc Lamboley; Luan Perzhita; Altin Skenderaj (ur.). L'Illyrie Méridionale et l'Épire dans l'Antiquité – VI. Actes du VI e colloque international de Tirana(20 – 23 mai 2015). De Boccard. str. 977–990. ISBN 978-9928-4517-3-6.
- Chevalier, Pascale; Beaudry, Nicolas (2018). »Une ville du VIe siècle retournant à la ruralité : désurbanisation et abandon du siège épiscopal de Byllis«.  V Jean-Luc Lamboley; Luan Përzhita; Altin Skënderaj (ur.). L'Illyrie méridionale et l'Épire dans l'Antiquité: Actes du VIe colloque international de Tirana, 20-23 mai 2015. L'Illyrie méridionale et l'Épire dans l'Antiquité. Zv. 6. De Boccard. str. 435–448. ISBN 9789928451712.
- Chevalier, Pascale, et al. (2003). 'Trois basiliques et un groupe épiscopal des Ve-VIe siècles réétudiés à Byllis (Albanie)', Hortus Artium Medievalium 9, pp. 155–165.
- Chevalier, Pascale, et al. (2008). 'Byllis (Albanie), campagne 2007: le quartier épiscopal, la Basilique E et les carrières', Bulletin du Centre d'études médiévales d'Auxerre 13, pp. 73–76.
- Chevalier, Pascale, Beaudry, Nicolas, & Muçaj, Skënder (2009). 'Le quartier épiscopal, campagne 2008, Byllis (Albanie)', Bulletin du Centre d'études médiévales d'Auxerre 13, pp. 73–76.
- Hammond, N. G. L. (1989). »The Illyrian Atintani, the Epirotic Atintanes and the Roman Protectorate«. The Journal of Roman Studies. 79: 11–25. doi:10.2307/301177. JSTOR 301177.
- Haxhimihali, Marin (2004). 'Byllis et sa région à la lumière des sources écrites du VIe siècle', L'Illyrie méridionale et l'Épire dans l'Antiquité IV, Paris, pp. 463–466.
- Hansen, Mogens Herman; Nielsen, Thomas Heine (2004). An Inventory of Archaic and Classical Poleis. Oxford University Press. ISBN 978-0-19-814099-3.
- Hatzopoulos, M. B.; Sakellariou, M.; Loukopoulou, L. D. (1997). Epirus, Four Thousand Years of Greek History and Civilization. Ekdotike Athenon. ISBN 960-213-377-5.
- Hodges, Richard (2021). »Seeking salvation at Byllis in the 6th century«. Journal of Roman Archaeology. Cambridge University Press: 1–7. doi:10.1017/S1047759421000660.
- Jaupaj, Lavdosh (2019). Etudes des interactions culturelles en aire Illyro-épirote du VII au III siècle av. J.-C (diplomska naloga). Université de Lyon; Instituti i Arkeologjisë (Albanie).
- Lasagni, Chiara (2019). Le realtà locali nel mondo greco: Ricerche su poleis ed ethne della Grecia occidentale. Studi e testi di epigrafia. Edizioni dell'Orso. ISBN 978-88-6274-962-6.
- Lippert, Andreas; Matzinger, Joachim (2021). Die Illyrer: Geschichte, Archäologie und Sprache. Kohlhammer Verlag. ISBN 9783170377103.
- Lewis, D. M.; Boardman, John (1994). The Cambridge Ancient History, Volume 6: The Fourth Century BC. ISBN 0-521-23348-8.
- Papadopoulos, John (2016). »Komai, Colonies and Cities in Epirus and Southern Albania: The Failure of the Polis and the Rise of Urbanism on the Fringes of the Greek World«.  V Molloy, Barry P.C. (ur.). Of Odysseys and Oddities: Scales and Modes of Interaction Between Prehistoric Aegean Societies and their Neighbours. Oxbow Books. str. 435–460. ISBN 978-1-78570-232-7.
- Stocker, Sharon R. (2009). Illyrian Apollonia: Toward a New Ktisis and Developmental History of the Colony.
- Wilkes, John (1995). The Illyrians. Wiley-Blackwell. ISBN 0-631-19807-5.
- Winnifrith, Tom J. (2002). Badlands-borderlands: a history of Northern Epirus/Southern Albania (v angleščini). London. Duckworth. ISBN 0-7156-3201-9.